# یاکوف کوتسنکو
یاکوف کوتسنکو (روسی: Яков Григорьевич Куценко؛ ۲۲ نوامبر ۱۹۱۵ – ۱۳ اوت ۱۹۸۸ (aged 72)) ورزشکار وزنه‌برداری اهل اتحاد جماهیر شوروی سوسیالیستی بود.
وی همچنین برندهٔ جوایزی همچون نشان پرچم سرخ کار شده‌است.
وی در مسابقات کشوری و بین‌المللی در مجموع برندهٔ ۲ مدال طلا، ۲ مدال نقره شده‌است.